# Jérôme Carrat
Jérôme Carrat est un joueur français de rugby à XV de Gaillac, né le 7 décembre 1976, ailier ou arrière (1,77 m pour 74 kg).

## Biographie
Junior Crabos en 1993, il a connu, avec son frère Sébastien Carrat, les heures fastes du CA Brive en France et en Europe : six essais marqués sur huit matches joués en Coupe d'Europe en 1998. Le 31 janvier 1998, il joue avec le CA Brive la finale de la Coupe d'Europe au Parc Lescure de Bordeaux face à Bath mais les Anglais s'imposent 19 à 18.

## Clubs
- 1993-2004 : CA Brive
- 2004-2007 : UA Gaillac

## Palmarès
Avec Brive
- Championnat de France de première division :
  - Vice-champion (1) : 1996
- Challenge Yves du Manoir :
  - Vainqueur (1) : 1996
- Coupe d'Europe :
  - Finaliste (1) : 1998
- Coupe de France :
  - Finaliste (1) : 2000

Avec Gaillac
- Championnat de France de rugby à XV de 1re division fédérale :
  - Champion (1) : 2006